# Müzahir Sille
Müzahir Sille   (Istanbul, 21 de setembre de 1931 - Istanbul, 17 de maig de 2016) fou un lluitador turc, especialista en lluita grecoromana, que va competir durant les dècades de 1950 i 1960.
El 1956 va prendre part en els Jocs Olímpics d'Estiu de Melbourne, on fou quart en la competició del pes ploma del programa de lluita grecoromana. Quatre anys més tard, als Jocs de Roma, guanyà la medalla d'or en la mateixa competició. El 1964, a Tòquio, disputà els seus tercers, i darrers, Jocs Olímpics, en fou eliminat en sèries en la competició del pes ploma.
En el seu palmarès també destaquen dues medalles de plata al Campionat del món, el 1955 i 1958.